# Philanglaus ornatus
Philanglaus ornatus is een vlinder uit de familie van de Houtboorders (Cossidae). De wetenschappelijke naam van de soort is voor het eerst gepubliceerd in 1882 door Arthur Gardiner Butler.
De soort komt voor in Chili.